# The Apprentice (Italia)
(Flavio Briatore)
The Apprentice è stato un programma italiano prodotto da Sky dal 2012 al 2014. È la versione italiana di The Apprentice, programma televisivo statunitense creato da Mark Burnett e con Donald Trump nei panni del Boss. In Italia la prima edizione è stata trasmessa dall'emittente Cielo, la seconda da Sky Uno, e vede Flavio Briatore nei panni del Boss seguito dai suoi collaboratori Patrizia Spinelli e Simone Avogadro di Vigliano. Il programma chiude i battenti dopo che la seconda edizione trasmessa solo a pagamento non raggiunse ascolti particolarmente rilevanti.

## Il programma
Aspiranti uomini e donne d'affari devono superare una serie di prove manageriali (nelle prime due puntate i candidati si sono cimentati in prove di compravendita) per poter avere la possibilità di lavorare alle dipendenze di Flavio Briatore per almeno un anno con uno stipendio a sei cifre.
I candidati (equamente divisi tra maschi e femmine) vengono invece divisi in due squadre; per ogni prova viene eletto un team leader all'interno delle due squadre, che ha il compito di coordinare l'operato dei compagni. La squadra che vince la prova decisa dal Boss riceverà come premio un momento di svago, quella perdente dovrà sottoporsi ad un duro colloquio con il boss, durante il quale almeno uno dei concorrenti verrà eliminato. La location del Boss e della Boardroom è il grattacielo "Diamantone" a Milano.

## Edizioni

### Prima edizione
In onda su Cielo (e in replica su SkyUno) dal 18 settembre al 23 ottobre 2012 per 6 puntate in prima serata divise in 10 episodi, la prima edizione è stata vinta da Francesco Menegazzo (29 anni, trader bancario).

### Seconda edizione
In onda in esclusiva su Sky Uno (e in replica su Cielo) dal 17 gennaio al 21 marzo 2014 e ha visto la vittoria di Alice Maffezzoli (29 anni, responsabile vendite nel settore energia).